# Torneo di Wimbledon 1921 - Doppio misto
Elizabeth Ryan e Randolph Lycett hanno battuto in finale Phyllis Howkins e Max Woosnam col punteggio di 6-3, 6-1, è stato il secondo successo per la coppia.

## Tabellone

### Legenda
| - Q = Qualificato - WC = Wild card - LL = Lucky loser | - ALT = Alternate - SE = Special Exempt - PR = Protected Ranking | - w/o = Walkover - r = Ritirato - d = Squalificato |

### Fase finale
|  | Semifinali                                   | Semifinali                                   | Semifinali                                   | Semifinali | Semifinali |  |  | Finale                         | Finale                         | Finale                         | Finale | Finale |  |
|  |                                              |                                              |                                              |            |            |  |  |                                |                                |                                |        |        |  |
|  | Alfred Ernest Beamish Ethel Thomson Larcombe | Alfred Ernest Beamish Ethel Thomson Larcombe | Alfred Ernest Beamish Ethel Thomson Larcombe | 4          | 1          |  |  |                                |                                |                                |        |        |  |
|  | Randolph Lycett Elizabeth Ryan               | Randolph Lycett Elizabeth Ryan               | Randolph Lycett Elizabeth Ryan               | 6          | 6          |  |  | Randolph Lycett Elizabeth Ryan | Randolph Lycett Elizabeth Ryan | Randolph Lycett Elizabeth Ryan | 6      | 6      |  |
|  | Manuel Alonso Winifred McNair                | Manuel Alonso Winifred McNair                | Manuel Alonso Winifred McNair                | 1          | 4          |  |  | Max Woosnam Phyllis Howkins    | Max Woosnam Phyllis Howkins    | Max Woosnam Phyllis Howkins    | 3      | 1      |  |
|  | Max Woosnam Phyllis Howkins                  | Max Woosnam Phyllis Howkins                  | Max Woosnam Phyllis Howkins                  | 6          | 6          |  |  |                                |                                |                                |        |        |  |

#### Parte alta

##### Sezione 1
|  | Primo turno                   | Primo turno                   | Primo turno                  | Primo turno            | Primo turno |  |  | Secondo turno                | Secondo turno                | Secondo turno                | Secondo turno         | Secondo turno         |   |   | Terzo turno                  | Terzo turno                  | Terzo turno                  | Terzo turno                  | Terzo turno                  |   |   | Quarti di finale | Quarti di finale | Quarti di finale | Quarti di finale | Quarti di finale |  |
|  |                               |                               |                              |                        |             |  |  |                              |                              |                              |                       |                       |   |   |                              |                              |                              |                              |                              |   |   |                  |                  |                  |                  |                  |  |
|  | E Colyer C Dixon              | E Colyer C Dixon              | E Colyer C Dixon             | 6                      | 7           |  |  |                              |                              |                              |                       |                       |   |   |                              |                              |                              |                              |                              |   |   |                  |                  |                  |                  |                  |  |
|  | A Cobb S Jacob                | A Cobb S Jacob                | A Cobb S Jacob               | 4                      | 5           |  |  | E Colyer C Dixon             | E Colyer C Dixon             | E Colyer C Dixon             | 4                     | 2                     |   |   |                              |                              |                              |                              |                              |   |   |                  |                  |                  |                  |                  |  |
|  | P Howkins M Woosnam           | P Howkins M Woosnam           | P Howkins M Woosnam          | 7                      | 7           |  |  | P Howkins M Woosnam          | P Howkins M Woosnam          | P Howkins M Woosnam          | 6                     | 6                     |   |   |                              |                              |                              |                              |                              |   |   |                  |                  |                  |                  |                  |  |
|  | M. S. Scott P. J Oakley       | M. S. Scott P. J Oakley       | M. S. Scott P. J Oakley      | 5                      | 5           |  |  |                              |                              |                              |                       |                       |   |   | P Howkins M Woosnam          | P Howkins M Woosnam          | 3                            | 6                            | 9                            |   |   |                  |                  |                  |                  |                  |  |
|  | M Mallory B Tilden            | M Mallory B Tilden            | M Mallory B Tilden           | M Mallory B Tilden     | w/o         |  |  |                              |                              | M Mallory B Tilden           | M Mallory B Tilden    | 6                     | 3 | 7 |                              |                              |                              |                              |                              |   |   |                  |                  |                  |                  |                  |  |
|  | H A Davis E G Bisseker        | H A Davis E G Bisseker        | H A Davis E G Bisseker       | H A Davis E G Bisseker |             |  |  | M Mallory B Tilden           | M Mallory B Tilden           | 6                            | 2                     | 8                     |   |   |                              |                              |                              |                              |                              |   |   |                  |                  |                  |                  |                  |  |
|  | M Parton T Mavrogordato       | M Parton T Mavrogordato       | M Parton T Mavrogordato      | 7                      | 7           |  |  | M Parton T Mavrogordato      | M Parton T Mavrogordato      | 3                            | 6                     | 6                     |   |   |                              |                              |                              |                              |                              |   |   |                  |                  |                  |                  |                  |  |
|  | M Thom L F Davin              | M Thom L F Davin              | M Thom L F Davin             | 5                      | 5           |  |  |                              |                              |                              |                       |                       |   |   | P Howkins M Woosnam          | P Howkins M Woosnam          | P Howkins M Woosnam          | 6                            | 7                            |   |   |                  |                  |                  |                  |                  |  |
|  | D Douglass-Chambers P Davson  | D Douglass-Chambers P Davson  | D Douglass-Chambers P Davson | 6                      | 7           |  |  |                              |                              |                              |                       |                       |   |   |                              |                              | D Douglass-Chambers P Davson | D Douglass-Chambers P Davson | D Douglass-Chambers P Davson | 4 | 5 |                  |                  |                  |                  |                  |  |
|  | H V Parbury H S Milford       | H V Parbury H S Milford       | H V Parbury H S Milford      | 4                      | 5           |  |  | D Douglass-Chambers P Davson | D Douglass-Chambers P Davson | D Douglass-Chambers P Davson | 6                     | 6                     |   |   |                              |                              |                              |                              |                              |   |   |                  |                  |                  |                  |                  |  |
|  | P Ingram A Ingram             | P Ingram A Ingram             | 7                            | 2                      | 6           |  |  | P Ingram A Ingram            | P Ingram A Ingram            | P Ingram A Ingram            | 3                     | 4                     |   |   |                              |                              |                              |                              |                              |   |   |                  |                  |                  |                  |                  |  |
|  | M McKane J Gilbert            | M McKane J Gilbert            | 5                            | 6                      | 4           |  |  |                              |                              |                              |                       |                       |   |   | D Douglass-Chambers P Davson | D Douglass-Chambers P Davson | D Douglass-Chambers P Davson | 6                            | 6                            |   |   |                  |                  |                  |                  |                  |  |
|  | M O'Neill C Ramaswami         | M O'Neill C Ramaswami         | M O'Neill C Ramaswami        | 6                      | 6           |  |  |                              |                              | M O'Neill C Ramaswami        | M O'Neill C Ramaswami | M O'Neill C Ramaswami | 3 | 1 |                              |                              |                              |                              |                              |   |   |                  |                  |                  |                  |                  |  |
|  | Perrett A A Fyzee             | Perrett A A Fyzee             | Perrett A A Fyzee            | 3                      | 3           |  |  | M O'Neill C Ramaswami        | M O'Neill C Ramaswami        | 4                            | 6                     | 7                     |   |   |                              |                              |                              |                              |                              |   |   |                  |                  |                  |                  |                  |  |
|  | E Sigourney A Jones           | E Sigourney A Jones           | 6                            | 7                      | 6           |  |  | E Sigourney A Jones          | E Sigourney A Jones          | 6                            | 3                     | 5                     |   |   |                              |                              |                              |                              |                              |   |   |                  |                  |                  |                  |                  |  |
|  | P Dransfield C S Gordon-Smith | P Dransfield C S Gordon-Smith | 2                            | 9                      | 4           |  |  |                              |                              |                              |                       |                       |   |   |                              |                              |                              |                              |                              |   |   |                  |                  |                  |                  |                  |  |

##### Sezione 2
|  | Primo turno                | Primo turno                | Primo turno                | Primo turno             | Primo turno |  |  | Secondo turno              | Secondo turno              | Secondo turno              | Secondo turno           | Secondo turno           |   |   | Terzo turno                | Terzo turno                | Terzo turno                | Terzo turno                | Terzo turno                |   |   | Quarti di finale | Quarti di finale | Quarti di finale | Quarti di finale | Quarti di finale |  |
|  |                            |                            |                            |                         |             |  |  |                            |                            |                            |                         |                         |   |   |                            |                            |                            |                            |                            |   |   |                  |                  |                  |                  |                  |  |
|  | W McNair M Alonso          | W McNair M Alonso          | W McNair M Alonso          | 6                       | 6           |  |  |                            |                            |                            |                         |                         |   |   |                            |                            |                            |                            |                            |   |   |                  |                  |                  |                  |                  |  |
|  | R Harker H A Fyzee         | R Harker H A Fyzee         | R Harker H A Fyzee         | 3                       | 2           |  |  | W McNair M Alonso          | W McNair M Alonso          | W McNair M Alonso          | 6                       | 6                       |   |   |                            |                            |                            |                            |                            |   |   |                  |                  |                  |                  |                  |  |
|  | E Harvey H Martin          | E Harvey H Martin          | E Harvey H Martin          | 6                       | 6           |  |  | E Harvey H Martin          | E Harvey H Martin          | E Harvey H Martin          | 0                       | 3                       |   |   |                            |                            |                            |                            |                            |   |   |                  |                  |                  |                  |                  |  |
|  | A de Borman P de Borman    | A de Borman P de Borman    | A de Borman P de Borman    | 4                       | 4           |  |  |                            |                            |                            |                         |                         |   |   | W McNair M Alonso          | W McNair M Alonso          | W McNair M Alonso          | 7                          | 6                          |   |   |                  |                  |                  |                  |                  |  |
|  | W L Hollick W L Hollick    | W L Hollick W L Hollick    | W L Hollick W L Hollick    | 6                       | 6           |  |  |                            |                            | W L Hollick W L Hollick    | W L Hollick W L Hollick | W L Hollick W L Hollick | 5 | 3 |                            |                            |                            |                            |                            |   |   |                  |                  |                  |                  |                  |  |
|  | Anstey M R L White         | Anstey M R L White         | Anstey M R L White         | 3                       | 1           |  |  | W L Hollick W L Hollick    | W L Hollick W L Hollick    | W L Hollick W L Hollick    | 6                       | 6                       |   |   |                            |                            |                            |                            |                            |   |   |                  |                  |                  |                  |                  |  |
|  | L H Wimple R de Grenus     | L H Wimple R de Grenus     | L H Wimple R de Grenus     | L H Wimple R de Grenus  | w/o         |  |  | L HWimple R de Grenus      | L HWimple R de Grenus      | L HWimple R de Grenus      | 3                       | 1                       |   |   |                            |                            |                            |                            |                            |   |   |                  |                  |                  |                  |                  |  |
|  | Van Lennep C Van Lennep    | Van Lennep C Van Lennep    | Van Lennep C Van Lennep    | Van Lennep C Van Lennep |             |  |  |                            |                            |                            |                         |                         |   |   | W McNair M Alonso          | W McNair M Alonso          | W McNair M Alonso          | 6                          | 6                          |   |   |                  |                  |                  |                  |                  |  |
|  | P Satterthwaite J Hillyard | P Satterthwaite J Hillyard | P Satterthwaite J Hillyard | 6                       | 6           |  |  |                            |                            |                            |                         |                         |   |   |                            |                            | P Satterthwaite J Hillyard | P Satterthwaite J Hillyard | P Satterthwaite J Hillyard | 3 | 2 |                  |                  |                  |                  |                  |  |
|  | K McKane-Godfree L Godfree | K McKane-Godfree L Godfree | K McKane-Godfree L Godfree | 1                       | 4           |  |  | P Satterthwaite J Hillyard | P Satterthwaite J Hillyard | P Satterthwaite J Hillyard | 6                       | 6                       |   |   |                            |                            |                            |                            |                            |   |   |                  |                  |                  |                  |                  |  |
|  | N B Palmer P Wheatley      | N B Palmer P Wheatley      | N B Palmer P Wheatley      | 6                       | 6           |  |  | N B Palmer P Wheatley      | N B Palmer P Wheatley      | N B Palmer P Wheatley      | 3                       | 3                       |   |   |                            |                            |                            |                            |                            |   |   |                  |                  |                  |                  |                  |  |
|  | R R Jackson E von Braun    | R R Jackson E von Braun    | R R Jackson E von Braun    | 1                       | 1           |  |  |                            |                            |                            |                         |                         |   |   | P Satterthwaite J Hillyard | P Satterthwaite J Hillyard | P Satterthwaite J Hillyard | 6                          | 6                          |   |   |                  |                  |                  |                  |                  |  |
|  | M M Fergus C Goodall       | M M Fergus C Goodall       | M M Fergus C Goodall       | M M Fergus C Goodall    | w/o         |  |  |                            |                            | M M Fergus C Goodall       | M M Fergus C Goodall    | M M Fergus C Goodall    | 2 | 2 |                            |                            |                            |                            |                            |   |   |                  |                  |                  |                  |                  |  |
|  | D Craddock A Dudley        | D Craddock A Dudley        | D Craddock A Dudley        | D Craddock A Dudley     |             |  |  | M M Fergus C Goodall       | M M Fergus C Goodall       | M M Fergus C Goodall       | 6                       | 6                       |   |   |                            |                            |                            |                            |                            |   |   |                  |                  |                  |                  |                  |  |
|  | T Alston G D H Alston      | T Alston G D H Alston      | 6                          | 5                       | 6           |  |  | T Alston G D H Alston      | T Alston G D H Alston      | T Alston G D H Alston      | 4                       | 0                       |   |   |                            |                            |                            |                            |                            |   |   |                  |                  |                  |                  |                  |  |
|  | E Kelsey B Swinden         | E Kelsey B Swinden         | 2                          | 7                       | 2           |  |  |                            |                            |                            |                         |                         |   |   |                            |                            |                            |                            |                            |   |   |                  |                  |                  |                  |                  |  |

#### Parte bassa

##### Sezione 3
|  | Primo turno                  | Primo turno                  | Primo turno                  | Primo turno          | Primo turno |  |  | Secondo turno                | Secondo turno                | Secondo turno                | Secondo turno           | Secondo turno     |   |   | Terzo turno                  | Terzo turno                  | Terzo turno                  | Terzo turno                  | Terzo turno                  |   |   | Quarti di finale | Quarti di finale | Quarti di finale | Quarti di finale | Quarti di finale |  |
|  |                              |                              |                              |                      |             |  |  |                              |                              |                              |                         |                   |   |   |                              |                              |                              |                              |                              |   |   |                  |                  |                  |                  |                  |  |
|  | I F Elliot T Bevan           | I F Elliot T Bevan           | 2                            | 11                   | 6           |  |  |                              |                              |                              |                         |                   |   |   |                              |                              |                              |                              |                              |   |   |                  |                  |                  |                  |                  |  |
|  | E P Hicks U Williams         | E P Hicks U Williams         | 6                            | 9                    | 2           |  |  | I F Elliot T Bevan           | I F Elliot T Bevan           | I F Elliot T Bevan           | 3                       | 1                 |   |   |                              |                              |                              |                              |                              |   |   |                  |                  |                  |                  |                  |  |
|  | E Thomson-Larcombe A Beamish | E Thomson-Larcombe A Beamish | E Thomson-Larcombe A Beamish | 6                    | 6           |  |  | E Thomson-Larcombe A Beamish | E Thomson-Larcombe A Beamish | E Thomson-Larcombe A Beamish | 6                       | 6                 |   |   |                              |                              |                              |                              |                              |   |   |                  |                  |                  |                  |                  |  |
|  | H Aitchison R S Barnes       | H Aitchison R S Barnes       | H Aitchison R S Barnes       | 3                    | 2           |  |  |                              |                              |                              |                         |                   |   |   | E Thomson-Larcombe A Beamish | E Thomson-Larcombe A Beamish | 8                            | 5                            | 6                            |   |   |                  |                  |                  |                  |                  |  |
|  | A Edgington E Lamb           | A Edgington E Lamb           | 6                            | 1                    | 7           |  |  |                              |                              | M W Haughton B Haughton      | M W Haughton B Haughton | 6                 | 7 | 4 |                              |                              |                              |                              |                              |   |   |                  |                  |                  |                  |                  |  |
|  | E E Tanner W Radcliffe       | E E Tanner W Radcliffe       | 4                            | 6                    | 5           |  |  | A Edgington E Lamb           | A Edgington E Lamb           | 4                            | 8                       | 3                 |   |   |                              |                              |                              |                              |                              |   |   |                  |                  |                  |                  |                  |  |
|  | M W Haughton B Haughton      | M W Haughton B Haughton      | M W Haughton B Haughton      | 6                    | 6           |  |  | M W Haughton B Haughton      | M W Haughton B Haughton      | 6                            | 6                       | 6                 |   |   |                              |                              |                              |                              |                              |   |   |                  |                  |                  |                  |                  |  |
|  | B Colston G Millard          | B Colston G Millard          | B Colston G Millard          | 4                    | 4           |  |  |                              |                              |                              |                         |                   |   |   | Armstrong C Scroope          | Armstrong C Scroope          | Armstrong C Scroope          | 4                            | 2                            |   |   |                  |                  |                  |                  |                  |  |
|  | Armstrong C Scroope          | Armstrong C Scroope          | 2                            | 6                    | 6           |  |  |                              |                              |                              |                         |                   |   |   |                              |                              | E Thomson-Larcombe A Beamish | E Thomson-Larcombe A Beamish | E Thomson-Larcombe A Beamish | 6 | 6 |                  |                  |                  |                  |                  |  |
|  | K A Todd H Aitken            | K A Todd H Aitken            | 6                            | 2                    | 1           |  |  | Armstrong C Scroope          | Armstrong C Scroope          | 6                            | 5                       | 6                 |   |   |                              |                              |                              |                              |                              |   |   |                  |                  |                  |                  |                  |  |
|  | H Hogarth G A Thomas         | H Hogarth G A Thomas         | H Hogarth G A Thomas         | H Hogarth G A Thomas | w/o         |  |  | H Hogarth G A Thomas         | H Hogarth G A Thomas         | 2                            | 7                       | 2                 |   |   |                              |                              |                              |                              |                              |   |   |                  |                  |                  |                  |                  |  |
|  | A. Mitchell T. Moss          | A. Mitchell T. Moss          | A. Mitchell T. Moss          | A. Mitchell T. Moss  |             |  |  |                              |                              |                              |                         |                   |   |   | Armstrong C Scroope          | Armstrong C Scroope          | Armstrong C Scroope          | 11                           | 6                            |   |   |                  |                  |                  |                  |                  |  |
|  | U Gracey J A Dean            | U Gracey J A Dean            | U Gracey J A Dean            | 8                    | 6           |  |  |                              |                              | U Gracey J A Dean            | U Gracey J A Dean       | U Gracey J A Dean | 9 | 2 |                              |                              |                              |                              |                              |   |   |                  |                  |                  |                  |                  |  |
|  | D Kemmis-Betty G T C Watt    | D Kemmis-Betty G T C Watt    | D Kemmis-Betty G T C Watt    | 6                    | 3           |  |  | U Gracey J A Dean            | U Gracey J A Dean            | U Gracey J A Dean            | 6                       | 6                 |   |   |                              |                              |                              |                              |                              |   |   |                  |                  |                  |                  |                  |  |
|  | M Clayton H Roper-Barrett    | M Clayton H Roper-Barrett    | M Clayton H Roper-Barrett    | 6                    | 6           |  |  | M Clayton H Roper-Barrett    | M Clayton H Roper-Barrett    | M Clayton H Roper-Barrett    | 4                       | 4                 |   |   |                              |                              |                              |                              |                              |   |   |                  |                  |                  |                  |                  |  |
|  | D Holman G R Ashton          | D Holman G R Ashton          | D Holman G R Ashton          | 4                    | 3           |  |  |                              |                              |                              |                         |                   |   |   |                              |                              |                              |                              |                              |   |   |                  |                  |                  |                  |                  |  |

##### Sezione 4
|  | Primo turno               | Primo turno               | Primo turno               | Primo turno            | Primo turno |  |  | Secondo turno           | Secondo turno           | Secondo turno           | Secondo turno         | Secondo turno         |   |   | Terzo turno            | Terzo turno            | Terzo turno            | Terzo turno            | Terzo turno            |   |   | Quarti di finale | Quarti di finale | Quarti di finale | Quarti di finale | Quarti di finale |  |
|  |                           |                           |                           |                        |             |  |  |                         |                         |                         |                       |                       |   |   |                        |                        |                        |                        |                        |   |   |                  |                  |                  |                  |                  |  |
|  | E Ryan R Lycett           | E Ryan R Lycett           | E Ryan R Lycett           | 6                      | 6           |  |  |                         |                         |                         |                       |                       |   |   |                        |                        |                        |                        |                        |   |   |                  |                  |                  |                  |                  |  |
|  | H B Weston A Gore         | H B Weston A Gore         | H B Weston A Gore         | 3                      | 1           |  |  | E Ryan R Lycett         | E Ryan R Lycett         | E Ryan R Lycett         | E Ryan R Lycett       | w/o                   |   |   |                        |                        |                        |                        |                        |   |   |                  |                  |                  |                  |                  |  |
|  | S Lenglen A Gobert        | S Lenglen A Gobert        | S Lenglen A Gobert        | 7                      | 7           |  |  | S Lenglen A Gobert      | S Lenglen A Gobert      | S Lenglen A Gobert      | S Lenglen A Gobert    |                       |   |   |                        |                        |                        |                        |                        |   |   |                  |                  |                  |                  |                  |  |
|  | W Beamish G R Sherwell    | W Beamish G R Sherwell    | W Beamish G R Sherwell    | 5                      | 5           |  |  |                         |                         |                         |                       |                       |   |   | E Ryan R Lycett        | E Ryan R Lycett        | E Ryan R Lycett        | 6                      | 6                      |   |   |                  |                  |                  |                  |                  |  |
|  | N Middleton J Masterman   | N Middleton J Masterman   | N Middleton J Masterman   | 6                      | 6           |  |  |                         |                         | L Bull J F C Simpson    | L Bull J F C Simpson  | L Bull J F C Simpson  | 1 | 2 |                        |                        |                        |                        |                        |   |   |                  |                  |                  |                  |                  |  |
|  | Diemer Kool A Diemer Kool | Diemer Kool A Diemer Kool | Diemer Kool A Diemer Kool | 1                      | 3           |  |  | N Middleton J Masterman | N Middleton J Masterman | N Middleton J Masterman | 6                     | 6                     |   |   |                        |                        |                        |                        |                        |   |   |                  |                  |                  |                  |                  |  |
|  | L Bull J F C Simpson      | L Bull J F C Simpson      | L Bull J F C Simpson      | 6                      | 6           |  |  | L Bull J F C Simpson    | L Bull J F C Simpson    | L Bull J F C Simpson    | 8                     | 8                     |   |   |                        |                        |                        |                        |                        |   |   |                  |                  |                  |                  |                  |  |
|  | H Lane C S Grace          | H Lane C S Grace          | H Lane C S Grace          | 1                      | 1           |  |  |                         |                         |                         |                       |                       |   |   | E Ryan R Lycett        | E Ryan R Lycett        | E Ryan R Lycett        | 6                      | 7                      |   |   |                  |                  |                  |                  |                  |  |
|  | I Peacock F M B Fisher    | I Peacock F M B Fisher    | I Peacock F M B Fisher    | 6                      | 6           |  |  |                         |                         |                         |                       |                       |   |   |                        |                        | I Peacock F M B Fisher | I Peacock F M B Fisher | I Peacock F M B Fisher | 2 | 5 |                  |                  |                  |                  |                  |  |
|  | E F Rose R Dash           | E F Rose R Dash           | E F Rose R Dash           | 1                      | 2           |  |  | I Peacock F M B Fisher  | I Peacock F M B Fisher  | I Peacock F M B Fisher  | 6                     | 6                     |   |   |                        |                        |                        |                        |                        |   |   |                  |                  |                  |                  |                  |  |
|  | D Boothby A Prebble       | D Boothby A Prebble       | D Boothby A Prebble       | D Boothby A Prebble    | w/o         |  |  | D Boothby A Prebble     | D Boothby A Prebble     | D Boothby A Prebble     | 2                     | 4                     |   |   |                        |                        |                        |                        |                        |   |   |                  |                  |                  |                  |                  |  |
|  | M L Fisson F G C Fison    | M L Fisson F G C Fison    | M L Fisson F G C Fison    | M L Fisson F G C Fison |             |  |  |                         |                         |                         |                       |                       |   |   | I Peacock F M B Fisher | I Peacock F M B Fisher | I Peacock F M B Fisher | 6                      | 6                      |   |   |                  |                  |                  |                  |                  |  |
|  | D Shepherd F H Jarvis     | D Shepherd F H Jarvis     | D Shepherd F H Jarvis     | 6                      | 6           |  |  |                         |                         | D Shepherd F H Jarvis   | D Shepherd F H Jarvis | D Shepherd F H Jarvis | 3 | 1 |                        |                        |                        |                        |                        |   |   |                  |                  |                  |                  |                  |  |
|  | W Donaldson C A McConchie | W Donaldson C A McConchie | W Donaldson C A McConchie | 2                      | 2           |  |  | D Shepherd F H Jarvis   | D Shepherd F H Jarvis   | D Shepherd F H Jarvis   | 6                     | 6                     |   |   |                        |                        |                        |                        |                        |   |   |                  |                  |                  |                  |                  |  |
|  | R Foulger H Stoker        | R Foulger H Stoker        | R Foulger H Stoker        | 6                      | 6           |  |  | R Foulger H Stoker      | R Foulger H Stoker      | R Foulger H Stoker      | 2                     | 3                     |   |   |                        |                        |                        |                        |                        |   |   |                  |                  |                  |                  |                  |  |
|  | F W Orr L Lyle            | F W Orr L Lyle            | F W Orr L Lyle            | 4                      | 4           |  |  |                         |                         |                         |                       |                       |   |   |                        |                        |                        |                        |                        |   |   |                  |                  |                  |                  |                  |  |